# Пизма (река)
Пизма — река в России, протекает по территории Ругозерского и Ледмозерского сельских поселений Муезерского района Карелии. Длина реки — 17 км.

## Физико-географическая характеристика
Река течёт преимущественно в северо-западном направлении. В среднем течении река принимает правый приток, текущий из озера Вехкалампи (урез 139,8 м). Затем, пересекая трассу А137 («Р-21 „Кола“ — Тикша — Ледмозеро — Костомукша — граница с Финляндской Республикой»), Пизма впадает в одноимённое озеро на высоте 136,1 м над уровнем моря.
Населённые пункты на реке отсутствуют. Ближайший — посёлок Тикша — находится в 9 км к западу от реки.

## Данные водного реестра
По данным государственного водного реестра России относится к Баренцево-Беломорскому бассейновому округу, водохозяйственный участок реки — Кемь от Юшкозерского гидроузла до Кривопорожского гидроузла. Речной бассейн реки — бассейны рек Кольского полуострова и Карелии, впадает в Белое море.

## Фотографии
|  |  |